# Гі Франсуа
Гі Франсуа (фр. Guy François, нар. 18 вересня 1947 — пом. 3 червня 2019) — гаїтянський футболіст, що грав на позиції півзахисника за клуб «Віолетт», а також національну збірну Гаїті.

## Клубна кар'єра
Грав за команду клубу «Віолетт» зі столиці Гаїті Порт-о-Пренса. 

## Виступи за збірну
1968 року дебютував в офіційних матчах у складі національної збірної Гаїті. Протягом кар'єри у національній команді, яка тривала 7 років, провів у формі головної команди країни лише 17 матчів, забивши 1 гол.
У складі збірної був учасником чемпіонату світу 1974 року у ФРН, де відіграв у двох з трьох матчів своєї збірної, яка з трьома поразками припинила боротьбу на груповому етапі.

## Титули і досягнення
- Переможець Чемпіонату націй КОНКАКАФ: 1973
- Срібний призер Чемпіонату націй КОНКАКАФ: 1971